# Cinema Jenin
El Cinema Jenin es una sala de cine y organización cultural no gubernamental situada en la ciudad palestina de Yenín, en el norte de Cisjordania.
El cine fue inaugurado en 1958, y era considerado como el mayor cine de Palestina. Al inicio de la primera Intifada, en 1987, fue cerrado por las autoridades israelíes y permaneció abandonado durante 23 años. Con fondos donados por organismos extranjeros, en particular por el Ministerio de Asuntos Exteriores de Alemania, y gracias al trabajo de voluntarios de la ciudad de Yenín y de varios países, el cine reabrió sus puertas en agosto de 2010. A pesar de las dificultades económicas y políticas, el Cinema Jenin se ha convertido en un centro de actividades culturales cuyo principal objetivo es romper el aislamiento y la falta de perspectivas de la población de la ciudad y del campo de refugiados de Yenín.

## Instalaciones
- sala de cine: Puede acoger a 350 personas repartidas en dos plantas. Está dotada con equipamientos de sonido e iluminación de la más avanzada tecnología, y tiene aire acondicionado. La pantalla es de 10x6 m, con un escenario de 8 m de ancho que sirve también para conciertos y representaciones teatrales.
- cine al aire libre: Tiene una pantalla de 11x5 m, con un escenario de 10x12 m que, al igual que el de la sala interior, sirve también para diversos actos. Tiene un aforo de entre 800 y 1000 personas y es el único cine al aire libre de Palestina.
- cafetería: Está instalada en un jardín y sirve bebidas y comidas antes y después de las proyecciones o representaciones.
- mediateca: La biblioteca contiene un fondo de material audiovisual en varios soportes, libros de referencia y enciclopedias, y ordenadores con conexión a Internet. Está subvencionada por el Instituto Goethe de Ramala.
- albergue/hostal (Cinema Jenin Guesthouse): A poca distancia del edificio, Cinema Jenin tiene alquilada una antigua casa que ha rehabilitado para acoger huéspedes. Dispone de 5 habitaciones para 8 personas, dos habitaciones dobles, una cocina/comedor común y una azotea con bonitas vistas a la ciudad. Dispone también de salas en las que se dan clases de árabe, organizadas por la Student’s Scientific Society Center - SSSC, y clases de alemán, organizadas por el Instituto Goethe.

## Historia
La historia de la reapertura del Cinema Jenin nace de un trágico suceso. En 2005, en el transcurso de la Segunda Intifada, el hijo de 11 años de Ismael Khatib muere por los disparos de un soldado israelí. Su padre decide entonces donar sus órganos a un hospital israelí, salvando así la vida de seis niños. La historia conmovió Israel, y el realizador alemán Markus Vetter decidió plasmarla en el documental Heart of Jenin, rodado en el lugar de los hechos. Descubrió entonces que el único cine de la ciudad se encontraba en un estado ruinoso tras casi 20 años de cierre. Vetter junto con el protagonista de la película, Ismail Khatib, y el traductor Fakhri Hamad, decidieron entonces emprender la reconstrucción del edificio y reabrir el cine en una ciudad empobrecida y marcada por años de violencia. Su principal objetivo consistía en ofrecer una alternativa cultural y creativa a los niños y los jóvenes de la zona, y una muestra de normalidad en un entorno conocido por sufrir frecuentes estados de excepción.
El proyecto se concibió como una asociación germano-palestina, para cuya gestión se crearon dos ONGs, una en Alemania y otra en Yenín. Las donaciones procedieron en su mayoría del Ministerio de Asuntos Exteriores de Alemania, de empresas y organismos privados y públicos, y del ayuntamiento de Yenín, gobernado por Hamás. La mano de obra se componía de voluntarios de la ciudad y del campo de refugiados, y de decenas de extranjeros procedentes en su mayoría de Alemania, para los que se creó el albergue que todavía existe. La rehabilitación respetó la configuración del edificio, y hasta se restauraron las butacas originales de la sala; unas placas solares donadas por una empresa alemana se instalaron en la azotea para suministrar electricidad a la sala, y se colocó una grande pantalla led en lo alto de la fachada para anuncios publicitarios, a fin de sufragar gastos de funcionamiento. Para la formación de los técnicos locales, unos técnicos especializados vinieron de Alemania, junto con los equipamientos cinematográficos.
Una aportación de 150.000 euros donados por Roger Waters permitió terminar las obras y la inauguración tuvo lugar en agosto de 2010, con una vistosa celebración a la que asistió el primer ministro palestino y numerosos invitados del mundo de las artes y de la política. Más de 90 medios internacionales cubrieron el evento. La sala se estrenó con la proyección de Heart of Jenin, la película que originó el proyecto.
Pero las deudas acumuladas y una deficiente planificación económica estuvo a punto de hacer tambalear el proyecto. Además, el asesinato en abril de 2011 del director del Freedom Theatre (Teatro de la Libertad) de Yenín, Juliano Mer-Khamis, amigo y colaborador del proyecto, conmocionó la comunidad. Vetter y Hamad se trasladaron temporalmente a Alemania, y los voluntarios extranjeros fueron evacuados por razones de seguridad.
En 2012, el equipo de Cinema Jenin sigue luchando para que el proyecto sea económicamente sostenible, y la sala consigue mantener varios pases diarios de películas occidentales y árabes. Se organizan cursos de formación en técnicas audiovisuales, clases de idiomas y talleres para niños y jóvenes en los que se realizan cortometrajes. Aparte de la producción de películas y documentales para cine y televisión, está previsto que Cinema Jenin empiece a distribuir películas en países árabes y occidentales, esperando así crear una pequeña industria cinematográfica local que cree puestos de trabajo. Dispone también de instalaciones para subtitular y doblar películas extranjeras al árabe.
En 2011 se estrenaron las dos primeras producciones de Cinema Jenin: Cinema Jenin, un documental sobre su rehabilitación realizado por Markus Vetter, y After the Silence, un documental realizado por Stephanie Bürger y Jule Ott que se estrenó en el Festival de cine de Múnich.